# Moja miłość (film 1998)
Moja miłość (The Object of My Affection) – film fabularny produkcji amerykańskiej z 1998 roku. Jego scenariusz oparto na kanwie powieści Stephena McCauleya.

## Fabuła
Trzydziestoletnia Nina Borowski jest pracownikiem socjalnym, mieszka na Brooklynie i ma miłego, lecz monotonnego narzeczonego, Vince’a. Pomocy u Niny szuka George Hanson, gej, który po rozstaniu z partnerem poszukuje dachu nad głową. Kobieta wynajmuje George’owi wolny pokój. Między parą nawiązuje się przyjaźń. Tymczasem związek Niny i Vince’a przechodzi kryzys, gdy Nina oświadcza partnerowi, że jest w ciąży. Vince porzuca Ninę. Nina coraz bardziej fascynuje się George’em, który, chcąc jej pomóc, oświadcza, iż zostanie ojcem dla jej dziecka. Problemem pozostaje jedynie fakt, że szarmancki, przystojny i inteligentny George – mężczyzna wyśniony przez Ninę – jest gejem.

## Obsada
- Paul Rudd jako George Hanson
- Jennifer Aniston jako Nina Borowski
- John Pankow jako Vince McBride
- Alan Alda jako Sidney Miller
- Allison Janney jako Constance Miller
- Tim Daly jako dr Robert Joley
- Nigel Hawthorne jako Rodney Fraser
- Miguel Maldonado jako Colin Powell
- Amo Gulinello jako Paul James
- Gabriel Macht jako Steve Casillo
- Hayden Panettiere jako Mermaid
- Liam Aiken jako Nathan
- Steve Zahn jako Frank Hanson